# Beniparrell
Beniparrell és un municipi del País Valencià que es troba a la comarca de l'Horta Sud. Limita amb Albal, Alcàsser i Silla.

## Geografia
Situat en la zona de transició de l'Horta de València a la Ribera del Xúquer, la superfície del terme és plana, amb un relleu gairebé imperceptible i una altura sobre el nivell del mar de només 7 metres. Drena els 3'67 km² del terme el barranc de Picassent.
Els sòls estàn formats per margues neocèniques, gresos i roques calcàries. També s'hi troben argiles roges i sediments provinents de les periòdiques inundacions que ha patit la zona, com la de riuada de 1957.
La vegetació originària del territori ha desaparegut pels diversos processos de transformació, inicialment agrària i després industrial, del terme. Al llarg del segle XX hi desaparagueren carrascars, oliverals, camps de blat, vinyes, morerals i figuerals, llevat d'alguns exemplars aïllats con l'olivera de les antigues escoles.

## Història

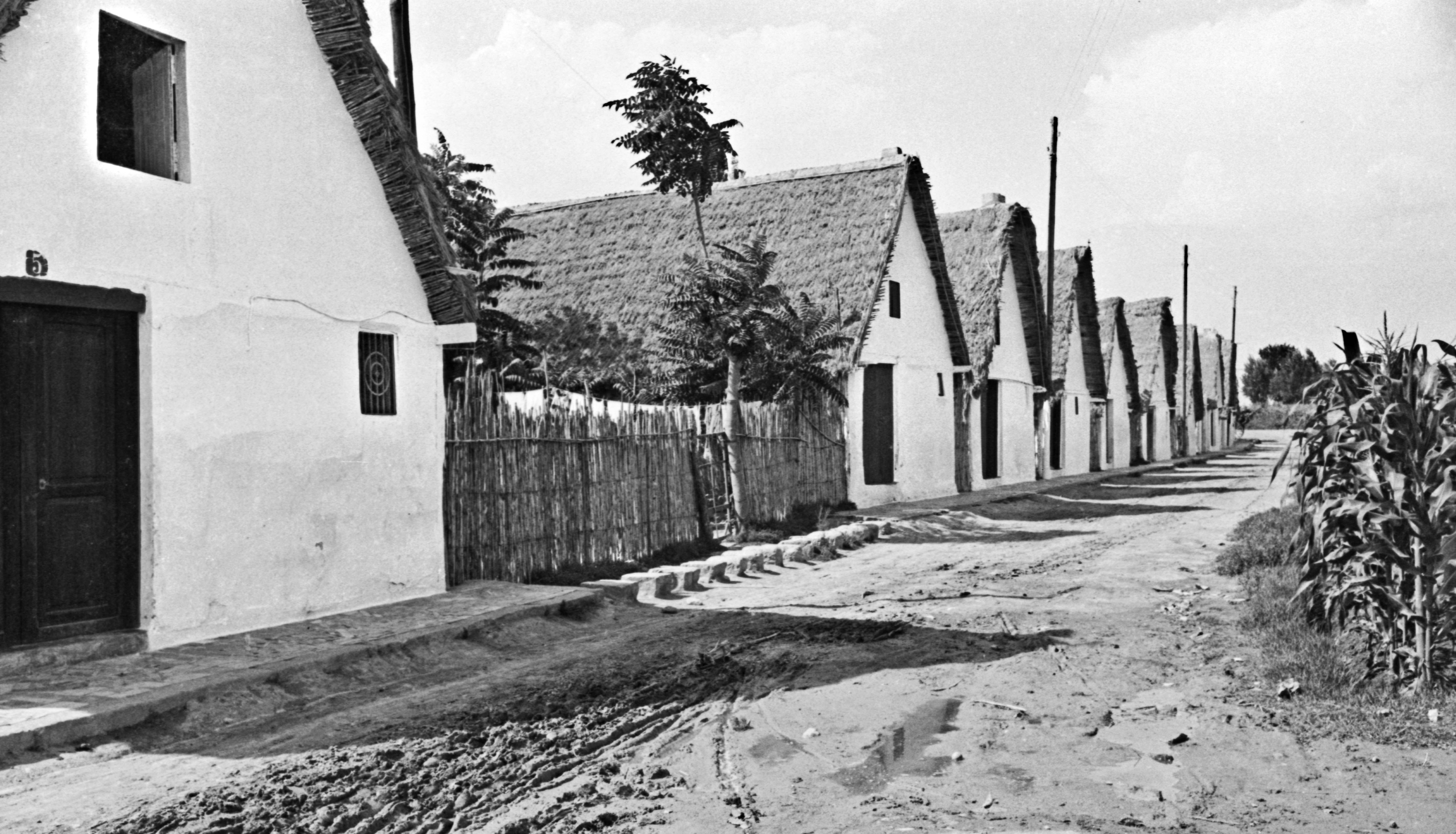
Barraques de Beniparrell abans de la Gran Riuada de València del 1957.

En els seus orígens Beniparrell era una alqueria musulmana, però una vegada conquerit el Regne de València, passà a mans d'Arnau de Romaní
en agraïment pels serveis prestats. Arnau seria senyor del poble fins al 1297 quan es va vendre al convent de Portaceli, per unes 44.000 lliures, amb el privilegi inclòs de cobrar els delmes. La pertinença de vora quaranta anys a l’estament eclesiàstic, és el període que compta amb una documentació relativa a Beniparrell més abundant als arxius reials.
El 1314 va ser venut a Pere Ripoll, ciutadà de València, per 52.000 sous, Sembla que el motiu pel qual el convent va vendre Beniparrell eren els problemes amb els habitants, els quals es negaven a pagar els censos.
La senyoria va canviar de propietari. El 1338 era propietària Arnau de Moraia. En 1357 Esteban d'Aragón va vendre la senyoría a Bernardo de Mensa. Els canvis constants de senyor semblen derivar-se de la baixa rendibilitat de les rendes rebudes.
Finalment tornà al llinatge dels Romaní i, a les acaballes del segle xiv, es va convertir en una propietat de la família Escrivà quan Manfrè Escrivà el va heretar de la seua cosina Elicsén de Romaní. Els Escrivà es convertiren en barons de Beniparrell i afegiren al seu cognom "de Romaní".
Un d'aquests barons, Baltasar de Romaní, és recordat per haver editat en lletra impresa els poemes de l'aclamat Ausiàs Marc al s. XVI.
En 1600 l'ordre del Carmel va rebre de Lluís Escrivà -aleshores baró de Beniparrell- sota condicions emfitèutiques 16 fanecades de terra i l'antiga ermita de Santa Bàrbara per establir-hi un convent. El convent va ser fundat l'abril de 1603.
Escolano indica que al 1611 la població beniparrellina es reduïa a la del convent, restant el poble despoblat. A més hi hagué epidèmies de pesta em 1648 i 1670, però a partir de 1679 l'assentament monàstic s'amplià amb progressives adquisicions i arrendaments de terres que els monjos feien als veïns dels pobles de la rodalia.
I fou al voltant d'aquest on va començar a establir-se la població. Durant les desamortitzacions del segle xix el convent passa a mans privades, de nou al baró.
El 1717 els quinze veïns de Beniparrell, el tutor i el curador del baró -a les hores, Pasqual Escrivà, menor d'edat- protestaren contra la usurpació de jurisdicció per part d'Albal. El rerefons del conflicte afectava els pagaments d'impostos. La sentència va mantenir la jursdicció pròpia de Beniparrell, tot i que la parròquia de Sant Bàrbara pertanyia a Albal.
Beniparrell va establir el seu propi ajuntament constitucional en 1851, sent alcalde Tomás Martínez Peiró. El 10 de març de 1869, la diputació provincial de València va comunicar la supressió del municipi i la seua agregació a Albal, cosa que va fer-se en 1870, produint-se actuacions davant el jutjat de Torrent. La restauració del terme arribà en 1892 i l'any 1893 Francisco Martí Ferrer, de malnom Camabuena, fou el nou alcalde de Beniparrell.
Els enfrontaments entre Albal i Beniparrell tenien una llarga història. Consten conflictes per permisos de reg i drets de monopoli des de 1238. Estes disputes amagen l'enfrontament entre el Capítol Catedralici de València -senyor d'Albal- i els succesius senyors de Beniparrell.
El 14 d'octubre de 1957, durant la Gran Riuada de València, Beniparrell va perdre part del seu patrimoni, el barranc es va desbordar i s'emportà les barraques. La part occidental del terme va quedar molt canviada: molts camps i séquies hi desaparegueren.

## Demografia
A data de 2022, Beniparrell tenia 2.020 habitants (INE).
| any  | habitants |
| ---- | --------- |
| 1900 | 503       |
| 1910 | 581       |
| 1920 | 683       |
| 1930 | 748       |
| 1940 | 819       |
| 1950 | 901       |
| 1960 | 1.016     |
| 1970 | 1.044     |
| 1981 | 1.321     |
| 1991 | 1.366     |
| 2000 | 1.611     |
| 2010 | 1.950     |
| 2020 | 2.015     |
| 2022 | 2.020     |

## Política i govern

### Composició de la Corporació Municipal
El Ple de l'ajuntament està format per 9 regidors. En les eleccions municipals de 26 de maig de 2019 foren elegits 7 regidors de Compromís per Beniparrell (Compromís), 1 del Partit Popular (PP) i 1 del Partit Socialista del País Valencià (PSPV-PSOE).
| Eleccions municipals de 26 de maig de 2019 - Beniparrell                                                                       |                                          |                                     |                                     |        |          |          |
| Candidatura | Candidatura                              | Candidatura                         | Cap de llista                       | Vots   | Vots     | Regidors |
| | Compromís per Beniparrell                |                                     | Salvador Masaroca Delhom            | 749    | 66,34%   | 7 (+3)   |
| | Partit Popular                           |                                     | Vicente Jose Hernandis Costa        | 190    | 16,83%   | 1 (-2)   |
| | Partit Socialista del País Valencià-PSOE |                                     | Ivan Monteagudo García              | 171    | 15,15%   | 1 (-1)   |
| | Vots en blanc                            |                                     |                                     | 19     | 1,68%    |          |
| Total vots vàlids i regidors                                                                                                   | Total vots vàlids i regidors             | Total vots vàlids i regidors        | Total vots vàlids i regidors        | 1.129  | 100 %    | 9        |
| | Vots nuls                                | Vots nuls                           | Vots nuls                           | 13     | 1,14%    |          |
| Participació (vots vàlids més nuls)                                                                                            | Participació (vots vàlids més nuls)      | Participació (vots vàlids més nuls) | Participació (vots vàlids més nuls) | 1.142  | 72,32%** |          |
| Abstenció | Abstenció                                | Abstenció                           | Abstenció                           | 437*   | 27,68%** |          |
| Total cens electoral | Total cens electoral                     | Total cens electoral                | Total cens electoral                | 1.579* | 100 %**  |          |
| Alcalde: Salvador Masaroca Delhom (Compromís) (15/06/2019) Per majoria absoluta dels vots dels regidors (7 vots de Compromís)  |                                          |                                     |                                     |        |          |          |
| Fonts: JEC, JEZ València. M. Interior, Periòdic Ara (* No són vots sinó electors. ** Percentatge respecte del cens electoral.) |                                          |                                     |                                     |        |          |          |

### Alcaldes
Des de 2015 l'alcalde de Beniparrell és Salvador Masaroca Delhom de Compromís.
| Període                       | Alcalde o alcaldessa         | Partit polític | Data de possessió | Observacions |
| ----------------------------- | ---------------------------- | -------------- | ----------------- | ------------ |
| 1979–1983                     | Severino Casañ Planells      | PCE            | 19/04/1979        | --           |
| 1983–1987                     | Severino Casañ Planells      | PCE            | 28/05/1983        | --           |
| 1987–1991                     | Severino Casañ Planells      | EUPV           | 30/06/1987        | --           |
| 1991–1995                     | Severino Casañ Planells      | EUPV           | 15/06/1991        | --           |
| 1995–1999                     | Severino Casañ Planells      | EUPV           | 17/06/1995        | --           |
| 1999–2003                     | Severino Casañ Planells      | EUPV           | 03/07/1999        | --           |
| 2003–2007                     | Lucinda Daviu Martí          | PP             | 14/06/2003        | --           |
| 2007–2011                     | Vicente José Hernandis Costa | GIB            | 16/06/2007        | --           |
| 2011–2015                     | Vicente José Hernandis Costa | PP             | 11/06/2011        | --           |
| 2015–2019                     | Salvador Masaroca Delhom     | Compromís      | 13/06/2015        | --           |
| 2019-2023                     | Salvador Masaroca Delhom     | Compromís      | 15/06/2019        | --           |
| Des de 2023                   | Salvador Masaroca Delhom     | Compromís      | 17/06/2023        | --           |
| Fonts: Generalitat Valenciana |                              |                |                   |              |

## Economia
Històricament l'agricultura ha sigut el sector que més pes ha tingut a la localitat, però amb el temps el desenvolupament industrial a l'Àrea Metropolitana de València i una bona política per part de l'ajuntament han convertit Beniparrell en un dels pobles més productius de la comarca. No debades compta amb 7 polígons industrials i es considerà el segon poble més industrialitzat de l'Estat Espanyol. Entre els sectors industrials presents cal destacar el del moble, el químic (adobs, pinsos i plàstics) i l'alimentari.
Però els llauradors encara tenen el seu lloc a la balança econòmica amb importants extensions dedicades al conreu de regadiu. Les terres es reguen amb aigua del Xúquer mitjançant la Séquia Reial. Actualment són la taronja i el cacau els productes més importants degut a l'alt rendiment que ofereix el cultiu intensiu. En el passat dominaven les menudes explotacions familiars d'horta amb gran varietat de verdures i hortalisses.
Pel que fa al sector serveis, la gran quantitat d'empreses ha atret entitats bancàries i d'assegurances, així com gran quantitat de locals d'hostaleria tant pels treballadors com pels executius.

## Monuments

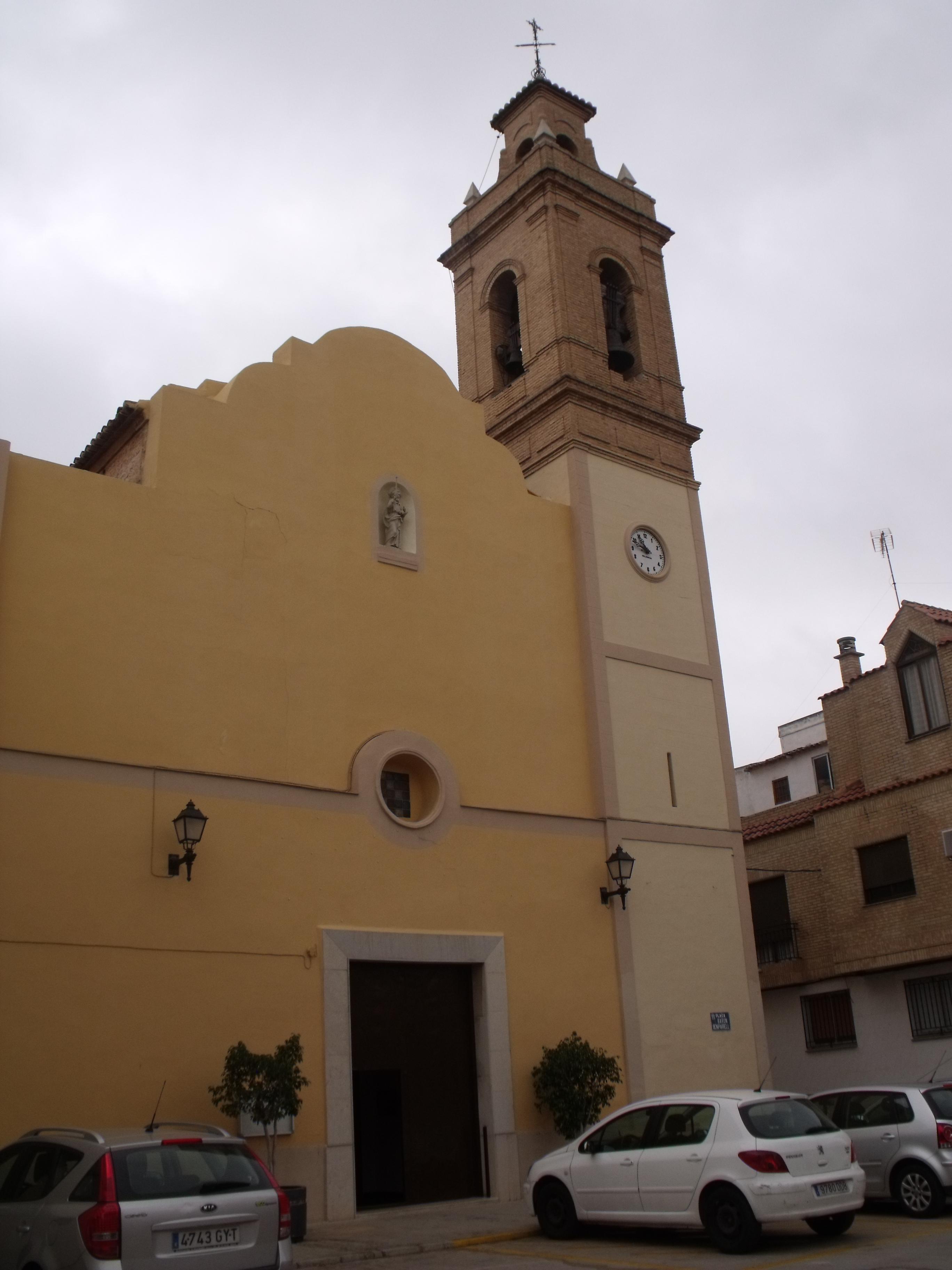
Església de Santa Bàrbara

- Església de Santa Bàrbara. Pintures del S. XVIII.[13]
- Claustre de l'Antic convent dels Carmelites.[14]
- Alqueries, entre les quals destaca l'Hort de Xambergo.

## Festes
El 17 de gener festivitat de Sant Antoni amb la corresponent benedicció dels animals.
El dia de Sant Josep, 19 de març, com a tots els pobles del voltant se celebren les falles. Existeix només una comissió fallera.
La festa major és el dia 16 de juliol i és en honor de la Verge del Carme. Entre els actes cal destacar la processó i la cordà, una de les poques que es continuen celebrant a la comarca.
El dia 4 de desembre se celebra la festivitat de Santa Bàrbera. Aquest culte ve de temps enrere quan es pregava a aquesta santa per la pluja o pel bon temps, i és que cal recordar que Santa Bàrbera és la patrona de l'oratge que és un factor important pels llauradors.

## Gastronomia
La seua proximitat amb l'Albufera de València influeix a la seua gastronomia i és que els plats més típics són l'all i pebre i els plats on l'arròs és l'ingredient principal. Entre ells destaquen l'arròs en perol, l'arròs al forn i el putxero. Amb el brou del putxero es fa un arròs sofregit amb llonganissa, que a la comarca de l'Horta Sud es coneix com a arròs de Beniparrell.
Pel que fa als productes de pastisseria, cal destacar les coques de cacau (substitut de l'ametlla), el torró de cacau i el rossegons. I és que el cacau és, com s'ha dit anteriorment, un dels productes agrícoles més important de la població.

## Fills il·lustres
- Baltasar de Romaní (Càller, cap a 1485 - cap a 1547). Encara que no va nàixer al poble, va ser baró de Beniparrell. És el curador de la primera edició impresa d'Ausiàs March.
- Ignacio Chacón Dalmau (Beniparrell, 1989), més conegut com a Nacho, és un jugador professional de pilota valenciana format a l'escola del Club de Pilota de Beniparrell.
- Noelia Puertes Espadas.[15][16]